# Ujkovický dub
Ujkovický dub je památný strom, který je obvodem kmene společně s Boseňskou lípou nejmohutnějším stromem ve středních Čechách. V rámci dubů je pak na prvním místě v kraji.

## Základní údaje

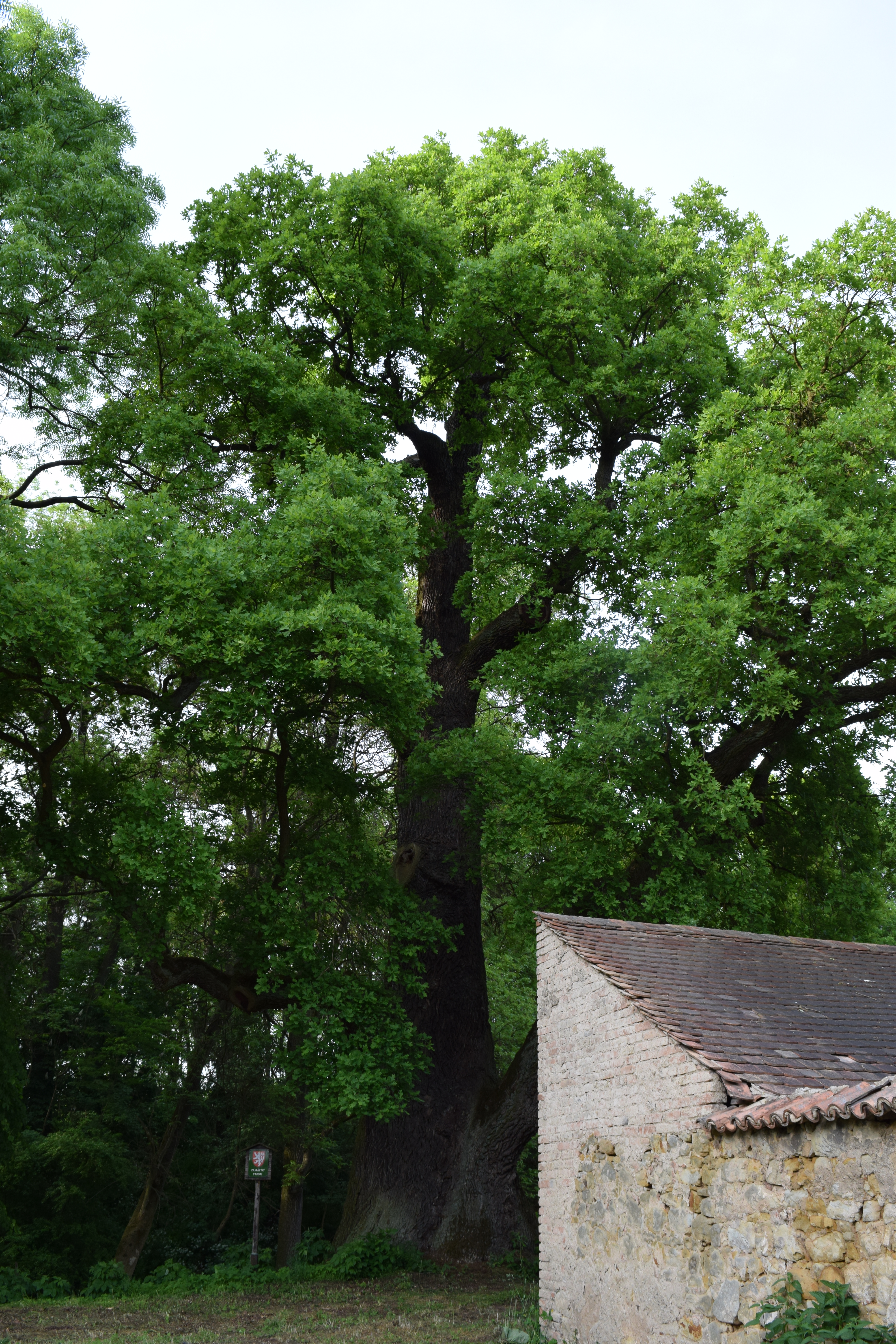
Ujkovický dub

- název: Ujkovický dub, dub v Ujkovicích
- výška: 18 m (1985)[2], 22,5 m (2000)[1][2]
- obvod: 895 cm (1985)[2], 910 cm (1995)[2], 800 cm (2000)[1][2]
- výška kmene: 2 m (2000)[2]
- zdravotní stav: 3-3,5 (2000)[2]
- sanace: strom byl ošetřen

Roste u hospodářského dvora (areál stavení č. 8), konkrétně SSZ na bývalých valech.

## Stav stromu a údržba
V polovině 90. let 20. století přesahoval obvod kmene 9 metrů. Následně klesl, protože se vylomila část skořepiny dutého kmene. Z druhé strany vypadá strom nádherně, je dobře olistěn a vitální. Mohutný terminál nese jednostrannou korunu. Byl ošetřen.

## Další zajímavosti
V roce 1995 byl s obvodem 910 cm třetím nejmohutnějším dubem České republiky. Překonávaly jej pouze Goethův dub (1040 cm) a Žižkův dub (1010 cm). Na třetí místo se dostal po upálení Albrechtického dědouška (990 cm) roku 1993.

## Památné a významné stromy v okolí
- Ujkovická lípa
- Ujkovický buk